# Orózio Belém
Orózio Herculano Belém (Sabará, 1903 — Rio de Janeiro, 14 de setembro de 1985) foi um pintor, desenhista e professor brasileiro.

## Vida
Matriculou-se como aluno livre na Escola Nacional de Belas Artes, em 1922, e aí teve como mestres Batista da Costa, Rodolfo Amoedo e Rodolfo Chambelland. Entre seus colegas, estavam alunos que, tempos depois, viriam a destacar-se no cenário artístico brasileiro, tais como Cândido Portinari, Oswaldo Teixeira, Lula Cardoso Aires, Manuel Santiago e Orlando Teruz
Foi professor do Instituto de Belas Artes do Rio de Janeiro e teve um sem número de alunos particulares em seu ateliê.

## Obra
A tela de sua autoria intitulada Cidade maravilhosa pertence ao acervo do Museu Nacional de Belas Artes.
O tema mais freqüente de sua obra é a paisagem, mas destacou-se, também, como retratista de tipos populares, especialmente de negros velhos e outras figuras humildes do povo.

## Exposições

### Individuais
A principal exposição individual deu-se em 1983, por ocasião da comemoração de seus oitenta anos, na Galeria Maria Augusta, no Rio de Janeiro.

### Principais coletivas
- Salão Nacional de Belas Artes - em 1923; em 1924, com Menção Honrosa; em 1925, com Medalha de Bronze; em 1942, com Medalha de Prata; em 1945, com Prêmio de Viagem ao Estrangeiro; em 1953, com Prêmio de Viagem ao País; e em 1968.
- Salão Paulista de Belas Artes - em 1939, com Medalha de Prata.
- Por ocasião de sua viagem à Europa, em decorrêcia do prêmio obtido no Salão Nacional, expos com êxito, na Espanha e em Portugal.